# 바비 Z의 삶과 죽음
《바비 Z의 삶과 죽음》(영어: The Death and Life of Bobby Z 혹은 영어: Bobby Z, 영어: Let's Kill Bobby Z)은 2007년 공개된 미국과 독일의 액션 영화이다. 돈 윈즐로의 동명 소설에 바탕했으며, 존 허츠펠드가 연출하였다. 폴 워커, 로런스 피시번, 올리비아 와일드, 조아킹 드알메이다 등이 출연하였다.

## 줄거리
부유한 마약상 보비 Z에게 버림받은 딸이 자살하자 멕시코 마약왕 돈 우에르테로는 복수를 결심한다.
겁에 질린 보비 Z는 제 발로 대사관에 찾아간다. 보비 Z는 연방 수사관 "그루즈"의 보호 하에 들어가고, 돈 우에르테로는 그루즈의 동료를 납치한다. 보비 Z가 그루즈에게 뇌물을 먹이자 그루즈는 동료와 보비 Z를 교환하는 자리에 보비 Z 대신 보비 Z를 매우 닮은 전 해병이자 전과자인 팀 키어니를 대신 보내기로 한다. 팀은 모르고 있지만 그루즈는 돈 우에르테로가 더는 진짜 보비 Z의 뒤를 쫓지 않도록 인질 교환 과정에서 팀을 죽여 보비 Z가 죽은 것처럼 꾸며낼 생각이다.

## 출연
- 폴 워커 - 팀 키어니 역
- 로런스 피시번 - 태드 "그루즈" 그루자 역
- 올리비아 와일드 - 엘리자베스 역
- 제이슨 플레밍 - 브라이언 역
- 키스 캐러딘 - 존슨 역
- 조아킹 드알메이다 - 돈 우에르테로 역
- J.R. 비야레알 - 킷 역
- 제이슨 루이스 - 로버트 제임스 "보비 Z" 재커라이어스 역
- 하코브 바르가스 - 호르헤 에스코바르 역
- 마이클 보언 - 듀크 역
- M. C. 게이니 - "붐붐" 역
- 조시 스튜어트 - "멍크" 역
- 마고 마틴데일 - 메이시 역
- 척 리델 - "매드도그" 역
- 브루스 던 - 히피 해설자 역 (크레디트 미기재)
- 레이먼드 J. 배리
- 데이비드 램지
- 재러드 번치
- 조슈아 레너드

## 기타 제작진
- 공동 제작: 스탠 어드라이치, 오마 베이티아
- 라인 제작: 케네스 버크
- 협력 제작: 브랜던 힐
- 배역: 존 팹시데라
- 미술: 게이 S. 버클리
- 의상: 질 M. 오해너슨
- 분장: 세라 더퓨, 랜디 웨스트게이트
- 헤어: 글로리아 콘래드, 더그 커크패트릭
- 제작 관리: 케네스 버크, 앤드루 트로이, 오마 베이티아
- 조감독: 토니 애들러, 데이비드 멘도자, 제이슨 메릴, 제프리 슈워츠, 켄 투히